# Idalus felderi
Idalus felderi är en fjärilsart som beskrevs av Rothschild 1909. Idalus felderi ingår i släktet Idalus och familjen björnspinnare. Inga underarter finns listade i Catalogue of Life.

## Bildgalleri

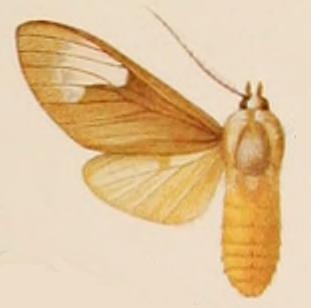